# Berleu Ulu
Berleu Ulu ist ein osttimoresischer Ort im Suco Cotolau (Verwaltungsamt Laulara, Gemeinde Aileu).

## Geographie und Einrichtungen
Der Ort Berleu Ulu liegt im Süden der Aldeia Lebucucu, in einer Meereshöhe von 1293 m. Entlang des Südens des Dorfes führt die Überlandstraße von Aileu und Maubisse im Süden und der Landeshauptstadt Dili im Norden.
300 Meter nordöstlich befindet sich der Ort Aikado, anderthalb Kilometer weiter östlich das Dorf Fatuc-Hun (Suco Talitu) und in Richtung Westen die Dörfer Bislau (Suco Aissirimou) und  Madabeno (Suco Madabeno). Südlich liegen die Weiler Airea und Beslauna (Suco Aissirimou).